# Smilisca sila
A Smilisca sila a kétéltűek (Amphibia) osztályának békák (Anura) rendjébe és a levelibéka-félék (Hylidae) családjába tartozó faj.

## Előfordulása
A faj Costa Ricában, Kolumbiában és Panamában él. Természetes élőhelye szubtrópusi vagy trópusi nedves síkvidéki erdők, folyók, édesvizű mocsarak.